# Victor von Haartman
Victor Georg Gustaf Gabriel von Haartman, född den 4 mars 1830 i Helsingfors, död den 22 maj 1895 vid Bonn, var en finländsk statsman. Han var sonson till Gabriel Erik von Haartman.

## Biografi
von Haartman blev student 1847 och ägnade sig först åt den juridiska banan. Han blev 1865 direktör och 1866 ordförande i Finlands bank, 1870 senator och ledamot av Ekonomidepartementet. Han var 1871–1882 biträdande chef för senatens finansexpedition, 1872–1874 därjämte ledamot i överstyrelsen för skolväsendet och valdes 1882 till ledamot av kommittén för de finska ärendena i Sankt Petersburg. Då han inte återvaldes, tog han 1888 avsked från senatorsämbetet.
von Haartman var medlem av ridderskapet och adeln vid så gott som alla ständermöten sedan 1863. Han kallades till lantmarskalk vid 1888 års lantdag. Jämte talmännen vid denna lantdag begav han sig 1890 till Sankt Petersburg för att inför monarken framföra uttrycken av finska folkets bekymmer med anledning av de fortgående angreppen från ryskt håll mot Finlands konstitutionella ställning, men lyckades inte få audiens hos kejsaren.
För andra gången lantmarskalk vid 1891 års lantdag angav han genom sitt frimodiga och kraftiga tal till monarken vid lantdagens öppnande den ton som ständerna därefter vidhöll i de konstitutionella frågorna. Ständernas lojala och fasta hållning gentemot de ryska så kallade reformplanerna berodde till inte obetydlig del på hans ledning. Vid 1894 års lantdag var han ordförande i det utskott utformade ständernas adress till monarken i frågan om kodifikation av Finlands grundlagar.